# Железничка станица Багрдан
Железничка станица Багрдан је једна од железничких станица на прузи Београд—Ниш. Налази се насељу Багрдан у Јагодини. Пруга се наставља у једном смеру ка Јагодини, у другом према према Лапову. Железничка станица Багрдан састоји се из 6 колосека.